# 団野村
団 野村（だん のむら、Don Katsuaki Nomura、1957年5月17日 - ）は、日本の元プロ野球選手（内野手）で、アメリカのスポーツ界における交渉代理人および日本サッカー協会登録仲介人。株式会社Athlete Solution（アミューズ子会社）代表取締役。ダン 野村、野村 ダンとも標記される。実母は野村沙知代、実弟は元プロ野球選手のケニー野村、継父は、元プロ野球選手・監督の野村克也、異父弟にプロ野球コーチ・元選手の野村克則。
日本名は野村 克晃（）。日本語と英語のバイリンガル。
当時近鉄のエース投手だった野茂英雄のMLB挑戦の際に代理人として登場し、日本人選手を主な顧客とする契約交渉代理人の草分けとして注目された。

## 経歴

### 生い立ち
1957年5月17日、駐日米軍将校であったユダヤ系アメリカ人のアルヴィン・エンゲル（Alvin George Engel）と伊東芳枝（後の野村沙知代）との間に生まれる。
セント・メリーズ・インターナショナル・スクール及び東京都調布市内の高校を経て、カリフォルニアポリー大学を卒業。インターナショナル・スクールの小学校時代の同級生には、後にDJとなるクリス・ペプラーがいた。
1978年、母親の再婚が成立し、野村克也の継子となった。カリフォルニア州立大学群California Polytechinic State University卒業。

### プロ野球選手時代
1977年オフ、ヤクルトスワローズにドラフト外でテスト生として入団。ポジションは内野手。初年度の1978年は母の旧姓から「伊東克明」、1979年から1981年までは「野村克晃」の名前で選手登録していた。しかし、一軍公式戦出場のないまま退団となった。

### 退団後
テレビでメジャーリーグベースボール（MLB）の解説などを行う。青島健太が司会を務める番組『BSスポーツニュース』（NHK）では、年間MVPの選出の際、独自にMVS（Most Valuable Assist）と称してホセ・カンセコが外野フライを頭に当ててホームランにしてしまったプレイを選出するなどしていた。

### エージェントとして
野村は渡米後、エージェントとして活動するようになる。1984年に江夏豊の大リーグ挑戦を仲介、1993年にマック鈴木の代理人として、MLBシアトル・マリナーズとのマイナー契約を締結。日本人選手の代理人としての第一歩を踏み出した。同年、ロサンゼルス市に「ダン野村オフィス（後のKDNスポーツ社）」を設立。
1995年、当時近鉄に所属していた野茂英雄のメジャーリーグ挑戦時に代理人として登場。この際、野村はMLBコミッショナー事務局を通じて、「日本の球団を任意引退した選手の海外球団への移籍の可能性」についての質問状を日本コミッショナー事務局に送付した。この質問状に対して事務局側は「日本の任意引退選手が現役復帰する際に日本国内を選ぶ場合は保有権を有する球団が優先される。海外球団とならば契約できる」と返答した。結果、日本におけるプロ野球協約の盲点を突く形で、野茂のMLB挑戦が可能であることを示した。
同年はロビンソン・チェコの代理人としても活動し、広島東洋カープと交渉しているが、これは訴訟問題にまで発展した。翌1996年、当時千葉ロッテマリーンズに所属していた伊良部秀輝のメジャーリーグ移籍騒動に代理人として係わった。1998年には、アルフォンソ・ソリアーノの参稼報酬調停にも関与した。
2006年、日本に関連会社を設立、2008年にKDNスポーツジャパン（現：Athlete Solution）を興す。競技を超えたスポーツビジネスの展開を標榜し、日本における営業強化を図った。
2010年11月、ポスティングシステムでのメジャー移籍を目指した岩隈久志の代理人を務め、最高額を入札したオークランド・アスレチックスと交渉を行う。交渉は難航し、22日にはアスレチックスとの交渉決裂が報じられた。野村は当初この報道を否定したものの、2週間後の12月6日に契約不成立が発表された。これについて野村は双方の希望に隔たりがあったと自身のTwitterで明かした。その交渉内容は、野村側が松坂大輔や黒田博樹の契約を比較対象として挙げたのに対し、アスレチックス側はコルビー・ルイスや井川慶を比較対象として挙げたというものであった。その一方で、バリー・ジトが2007年にサンフランシスコ・ジャイアンツと契約した際の7年1億2600万ドルを比較対象として契約を要求したとの報道がなされた。野村は日本のメディアに対してこれを否定したが、サンフランシスコ・クロニクル紙のスーザン・スラッサーは「団氏がバリー・ジトの契約を要求したことに間違いはない。それだけでなく、団氏自らが『岩隈側の要求をもっともよく説明している記事』と引用し続けたほど」と反論した。交渉決裂後、アスレチックスと地元紙から、それぞれ「うそをリークして報道させた。不愉快な思いをさせた」「事実と違う報道をした」という趣旨で謝罪があったことを野村を通じて岩隈に伝えたとする報道がなされた。サンフランシスコ・クロニクル紙はこれを否定。その後、野村は「『謝罪した』とする発言について明日取り消す」と同紙に連絡を入れたというが実際に取り消されたかは不明。翌2011年8月2日には岩隈が代理人をポール・コブに変更していたことが報じられた。
その後はポスティングシステムの制度改革を主張した他、日本球界の年俸調停制度の問題点を指摘。自身が代理人を務めていた伊良部秀輝がロサンゼルスの自宅で死去していたことが報じられた際には「伊良部秀輝はファイターだった。彼は米国と日本の間に真の歴史をつくった」とコメントした。
2019年11月、野村が経営するKDNが持株会社「Ortus Vaux Holding」やKDNスポーツジャパンを含めて、日本の芸能事務所アミューズに買収される。アミューズグループ入り後KDNスポーツジャパンは「Athlete Solution」に社名変更したが代表取締役として、現役野球選手、サッカー選手の代理人（エージェント）の他、解説者・評論家のマネジメント等を行っている。

## 家族
母は伊東芳枝（野村沙知代）。実弟は元プロ野球選手のケニー野村。継父は元プロ野球監督の野村克也。異父弟として現プロ野球コーチの野村克則がいる。また、異父母弟として継父・克也の前夫人との長男（団とケニーより年下）がいる。
母の沙知代、弟のケニーとは絶縁していたが、継父の克也とは親交を継続し、団野村が運営するKDNスポーツジャパンが克也のマネジメントを行っているほか、2011年にフジテレビONEで放送された「ノムラの考え」などで克也と共演している。沙知代が死去した際、自宅前で報道陣のインタビューを受ける克也に寄り添い、克也の身体を支えていたのも団野村であった。

## 主なクライアント

### MLB
- ダルビッシュ有（アーン・テレムとの提携）
- 前田健太
- トニー・バーネット
- ローガン・オンドルーセック

### NPB
- 藤川球児（アーン・テレムとの提携）
- 村田透
- 陳冠宇
- ネフタリ・ソト
- ジョーダン・ノルベルト
- デービッド・ブキャナン
- マイケル・トンキン
- 宋家豪
- 廖任磊
- 呂彦青

### その他リーグ
- 渡辺俊介
- アドニス・ガルシア
- ダリン・ラフ
- セス・フランコフ

### サッカー
- 千明聖典
- 工藤壮人
- 高井和馬
- 小林祐介
- 中野誠也
- 金子大毅
- ンドカ・ボニフェイス

### 引退選手（評論家・コーチ等）
- 野村克也
- 吉井理人（2007年現役引退）
- 山崎武司（2013年現役引退）
- トーマス・オマリー
- オレステス・デストラーデ

### 過去のクライアント
- 野茂英雄（2008年現役引退）
- 伊良部秀輝（2004年現役引退）
- 中村紀洋（2005年まで）
- 岩隈久志（2011年まで）
- 薮田安彦（2013年現役引退）
- マック鈴木
- 平野佳寿
- 小林公太
- 加藤大輔
- 久保田智之
- 金澤岳
- 高井雄平
- チャッド・ハフマン
- ブランドン・マン
- クリス・カーペンター
- ジョン・ボウカー
- ダグ・マシス
- セス・グライシンガー
- ランディ・ウィリアムス
- ブランドン・レアード
- ロビンソン・テヘダ
- ブレット・ハーパー
- ボビー・クレイマー
- オーランド・ロマン
- 橋本直樹
- ザック・ペトリック
- ラスティングス・ミレッジ
- ジェレミー・ハーミッダ

## 詳細情報

### 年度別打撃成績
- 一軍公式戦出場なし

### 背番号
- 42 （1978年）
- 85 （1979年）
- 56 （1980年 - 1981年）

### 登録名
- 伊東 克明 （いとう かつあき、1978年）
- 野村 克晃 （のむら かつあき、1979年 - 1981年）